# Harrington (Delaware)
Pour les articles homonymes, voir Harrington.
Harrington est une ville du comté de Kent, dans l’État du Delaware, aux États-Unis. Sa population s’élevait à 3 562 habitants lors du recensement de 2010, estimée à 3 679 habitants en 2016. Harrington fait partie de l’agglomération de Dover, la capitale de l’État.
Chaque année à la fin du mois de juillet, la ville accueille le Delaware State Fair, qui dure dix jours.

## Démographie
| 1880 | 1900  | 1910  | 1920  | 1930  | 1940  |
| ---- | ----- | ----- | ----- | ----- | ----- |
| 745  | 1 242 | 1 500 | 1 617 | 1 812 | 2 113 |

| 1950  | 1960  | 1970  | 1980  | 1990  | 2000  |
| ----- | ----- | ----- | ----- | ----- | ----- |
| 2 241 | 2 495 | 2 407 | 2 405 | 2 311 | 3 174 |

| 2010  | - | - | - | - | - |
| ----- | - | - | - | - | - |
| 3 562 | - | - | - | - | - |